# Cispia joiceyi
Cispia joiceyi är en fjärilsart som beskrevs av Collenette 1930. Cispia joiceyi ingår i släktet Cispia och familjen tofsspinnare. Inga underarter finns listade i Catalogue of Life.